# Acontius stercoricola
Acontius stercoricola là một loài nhện trong họ Cyrtaucheniidae. Loài này phân bố ờ Guinea.